# مارك براينت (كرة سلة)
مارك براينت (بالإنجليزية: Mark Bryant)‏ مواليد 25 أبريل 1965 في نيوجيرسي، هو مدرب كرة سلة أمريكي ولاعب سابق. بدأ مسيرته الاحترافية في سنة 1988. تم اختياره من قبل فريق بورتلاند ترايل بلايزرز خلال الدرافت. وهو مدرب مساعد لفريق أوكلاهوما سيتي ثاندر في الرابطة الوطنية لكرة السلة. يبلغ طوله 6 قدم 9 بوصة (2.1 م). حقق المركز الثاني في الألعاب الجامعية الصيفية 1987. اعتزل اللعب في 2003. أحرز خلال مسيرته في الإن بي إيه 4313 نقطة بمعدل 5.4 نقاط في المباراة الواحدة.

## المسيرة الاحترافية
لعب مع بورتلاند ترايل بلايزرز من سنة 1988 إلى 1995، ثم لعب مع هيوستن روكتس في موسم 1995–1996، ثم لعب مع فينيكس صنز من سنة 1996 إلى 1999، ثم لعب مع شيكاغو بولز في سنة 1999، ثم لعب مع كليفلاند كافالييرز في موسم 1999–2000، ثم لعب مع دالاس مافيريكس في موسم 2000–2001، ثم لعب مع سان أنطونيو سبرز في موسم 2001–2002، ثم لعب مع فيلادلفيا سفنتي سيكسرز في سنة 2002، ثم لعب مع دنفر ناغتس في موسم 2002–2003، ثم لعب مع بوسطن سيلتكس في سنة 2003.

## الميداليات
| الميدالية | المسابقة                      |
| --------- | ----------------------------- |
| فضية      | الألعاب الجامعية الصيفية 1987 |

## روابط خارجية
- مارك براينت على موقع إن بي أي (الإنجليزية)
- مارك براينت على موقع سبورتس رفرنس (الإنجليزية)
- مارك براينت على موقع كرة السلة الأوروبية.كوم (الإنجليزية)
- مارك براينت على موقع كلية كرة السلة في سبورتس رفرنس.كوم (الإنجليزية)
- مارك براينت على موقع ريلجم (الإنجليزية)
- مارك براينت على موقع بروبوليرز (الإنجليزية)
- مارك براينت على موقع سبورتس رفرنس (الإنجليزية)